# Mohamad Fityan
Mohamad Fityan (Aleppo, Síria, 1 de agosto de 1984) é um músico e compositor sírio conhecido pelo domínio dos instrumentos ney e kawala.

## Vida e carreira
Fityan estudou com Mohamad Kassas e Berj Kassis e recebeu seu diploma do Instituto Superior de Música em Damasco em 2010.
Atuou como solista em muitos países por todo o mundo com diferentes orquestras e bandas internacionais, incluindo a Orquestra Nacional da Síria, a Orquestra Big Band de Jazz da Síria, a Filarmónica de Berlim, a Orquestra de Jazz de Bruxelas, a Filarmónica da Baviera, a Orquestra Fanfare du Loup, a Codarts & a Big Band do Conservatório Real, Sarband Ensemble, entre outros. Durante sua carreira participou em concertos pela Europa, Ásia, Norte de África, Médio Oriente e Emirados Árabes Unidos.
Fityan participou igualmente em várias bandas sonoras de séries e filmes em Nay e Kawala.
Em 2014, fugiu da guerra civil na sua terra natal, Síria, e chegou a Berlim, onde encontrou um lugar seguro para viver e continuar a sua carreira como músico. Desde então, tem trabalhado com muitos músicos alemães, que, entre outras coisas, levou à constittuição da sua própria banda "Fityan" em 2016. O seu primeiro EP "Espaço Oriental" foi gravado na Alemanha.
Além de compositor e músico, Fityan também possui uma vasta experiência como professor de música. Foi professor em vários institutos na Síria, incluindo o Instituto de Música Solhi al-Wadi, a iniciativa "Music in Me" sírio-holandesa, apoiada pela UNRWA e pela UNICEF SOS Village. Na Alemanha, é professor na Academia de Verão de Música Oriental e fundou mesmo a sua própria "Academia Fityan", uma academia online para Nay e Kawala, com teve início em 2018.

## Prémios e homenagens
- Prémio de Melhor Músico Nay, Concurso de Jovens Músicos Sírios na Síria (2002).
- Prémio de Melhor Maestro, Concurso de Jovens Músicos Sírios na Síria (2003).
- O primeiro músico Nay a tocar a solo no concerto de lançamento da [[Orquestra Big Band de Jazz da [Síria]], em Damasco (2005).
- Convite especial do gabinete do H.H. Sheikh Mohammed bin Rashid Al Maktoum, primeiro-ministro dos Emirados Árabes Unidos, para atuar na cerimónia de abertura da Copa do Mundo de Corridas de Cavalos do Dubai 2015.